# ثورة سنباذ
ثورة سنباذ أو سنباذ أو سندباد (137هـ / 755م) هي ثورة فارسيَّة مجوسيَّة قادها سنباذ في وجه الخلافة العبَّاسية انتقامًا وثأرًا لدم أبُو مُسلم الخُراساني. أرسل الخليفة أبو جعفر، القائد جمهور بن مرار العجلي لإخماد ثورته، فانتصر عليه جمهور وقضى على أتباع سنباذ ونكَّل بأنصاره في معركة كبيرة بين همذان والرَّي.

## خلفية الأحداث
بعد وصول نبأ مقتل أبو مسلم الخُراساني إلى أهالي خُراسان وعموم الفُرس، حزن الكثير منهم لما جرى له، وشعروا بأنهم فقدوا مُنقذهم وأهم شخصيَّة ظهرت من بيئتهم منذ الفتح الإسلامي لفارس، فانتهز المزدكيَّة والخُرَّميَّة والمجوسيَّة حالة السَّخط العامَّة ضد دولة الخلافة، وظهر منهم سنباذ ثائرًا في وجه الخلافة سنة 137هـ / 755م، ليكون أوَّل الثَّائرين المُطالبين بدم أبي مُسلم، وادَّعى أنه لم يمت لكونه نطق باسم الله الأعظم قبل قتله فأصبح حمامة بيضاء وطار. كثر أتباع سنباذ من مجوس خُراسان حُبًا لأبي مُسلم ولكونه موافقًا لمعتقداتهم الدينية السائدة، خاصةً قوله بفكرة الحُلول والتناسخ، فتجمعت الحشود حوله من أهل الجبال حتى بلغت تسعين ألفًا. انطلق سنباد من خُراسان مُسيطرًا على مساحة واسعة شملت نيسابور، وقومس، حتى وصل الرَّي عاصمة ولاية الجبال، وأخذ خزائن أبي مُسلم بعد أن تركها الأخير لأداء الحج في العام الذي تُوفي فيه السَّفَّاح، فسبى من المُسلمين ونهب الأموال وأظهر نيَّتهُ في الزحف نحو الكعبة وهدمها.

## هزيمة سنباذ ومقتله
وجَّه الخليفة أبي جعفر قائده جمهور بن مرَّار العِجْلي على رأس عشرة آلاف فارس لمُحاربة سنباد، فالتقى الطَّرفان بين همذان والرَّي، وعزم جمهور على مطاولته، فلما تصافى الجمعان، قدَّم سنباد السَّبايا من النساء المُسلمات على الإبل في الصف الأمامي، فلما رأين عسكر المُسلمين قمن في المحامل ونادين: «وا مُحمَّداه! ذهب الإسلام!»، فنفرت الإبل وعادت نحو عسكر سنباد وهاجت عليهم فتفرَّق جند سنباد ليهجم الفُرسان المُسلمون نحوهم ويتتبعونهم قتلًا، حتى بلغت أعدادهم نحوًا من ستين ألفًا، وسُبيت ذراريهم ونسائهم. هرب سنباد من الواقعة نحو طبرستان مُلتجئًا لصاحبها الأصبهبذ خورشيد، فأرسل الأخير ابن عمِّه طوز، إلا أن سنباد استخفَّ به وتكبَّر عليه، فهاج طوز وضرب عُنُق سنباذ بين طبرستان وقومس، ثم كتب إلى أبي جعفر بقتله وأخذ ما معه من الأموال، فلم يرق ذلك لأبي جعفر وكتب إلى صاحب طبرستان يطلب منه الأموال، فأنكرها الأخير ودخل في مشكلة كبيرة لاحقًا مع الخليفة. كان بين خروج سنباد ومقتله سبعين يومًا، أي انتهت بحلول ذو القعدة سنة 137هـ / مايو 755م وتأجَّلت حملة الصَّائفة بسبب ثورة سنباد.

### فهرس المنشورات
1. 1 2 3  العاني (1981)، ص. 325-327.
2. 1 2 3  إلهامي (2013)، ص. 282.
3. ↑  ابن الأثير (2005)، ص. 796.
4. ↑  الطبري (2004)، ص. 1501-1502.
5. ↑  ابن الأثير (2005)، ص. 796-797.

### معلومات المنشورات كاملة
الكتب مرتبة حسب تاريخ النشر
- حسن فاضل العاني (1981)، سياسة المنصور أبي جعفر الداخلية والخارجية، بغداد، OCLC:4770734406، QID:Q126164117{{استشهاد}}:  صيانة الاستشهاد: مكان بدون ناشر (link)
- محمد بن جرير الطبري (2004). تاريخ الأمم والملوك، تاريخ الطبري: طبعة مقدم لها بتوضيح في أسانيد الطبري وبيان المؤاخذات عليها، وصححت النسخة على أصح النسخ الموجودة، وخدمت بفهارس للآيات وفهارس للأحاديث، وفهارس للموضوعات. مراجعة: أبو صهيب الكرمي. عَمَّان: بيت الأفكار الدولية. ISBN:978-9957-21-152-3. OCLC:956977290. QID:Q123224476.
- ابن الأثير الجزري (2005)، الكامل في التاريخ، مراجعة: أبو صهيب الكرمي، عَمَّان: بيت الأفكار الدولية، OCLC:122745941، QID:Q123225171
- محمد إلهامي (2013)، العباسيون الأقوياء: رحلة العباسيين منذ بداية الثورة وحتى نهاية عصرهم الذهبي، رحلة الخلافة العباسية (1) (ط. 1)، القاهرة: مؤسسة اقرأ، OCLC:908114750، QID:Q126202684